# Efecte speciale
Iluziile sau trucuri ale ochiului care sunt folosite în cinematografie, televiziune, teatru, jocuri video pentru a simula evenimentele imaginate într-o poveste sau într-o lume virtuală sunt numite în mod tradițional efecte speciale.
Efectele speciale tradiționale sunt de două feluri: efecte optice și efecte mecanice. Odată cu apariția instrumentelor digitale s-a făcut o diferență mare între efectele speciale și cele vizuale, în timp ce "efectele vizuale" se referă la post-producția digitală, "efectele speciale" se referă de efectele mecanice și la efectele optice produse de aparatul de înregistrat.
Efectele optice (de asemenea numite efecte fotografice) sunt tehnici în care imaginile sau unele cadre ale filmului sunt create fotografic, fie în aparatul de înregistrat cu expunere multiplă, fie prin procesul Schüfftan, fie în procesele de post-producție folosind o imprimantă optică. Un efect optic ar putea fi folosit pentru a plasa actori sau imagini pe un fundal diferit.
Efectele mecanice (numite și efecte fizice) sunt de obicei realizate în timpul înregistrării acțiunii în direct (live-action). Printre efectele mecanice se numără utilizarea recuzitei mecanizate, peisaje, machete, animatronice, efecte pirotehnice și atmosferice: vânt artificial, ploaie, ceață, zăpadă, nori etc. A face o mașină să pară că merge singură și aruncarea în aer a unei clădiri sunt exemple de efecte mecanice. 
Începând cu anii 1990, imaginile generate pe calculator (CGI) au ajuns în prim-planul tehnologiilor efectelor speciale. CGI oferă cineaștilor un control mai mare și permite ca mai multe efecte să fie realizate mai sigur și mai convingător. Pe măsură  ce tehnologia CGI se îmbunătățește, costurile scad. Prin urmare, multe tehnici de realizare a unor efecte optice și mecanice au fost înlocuite de CGI.